# Zwalin (rivière)
Cet article concerne la rivière qui a donné son nom à la commune du même nom. Pour la commune, voir Zwalin.
Le Zwalin, le ou la Zwalm (en néerlandais : Zwalm) est un affluent de l'Escaut et l'un des cours d'eau les plus importants des Ardennes flamandes dans le sud de la province belge de Flandre orientale.
Il a donné son nom à la commune de Zwalin.

## Géographie
Le cours d'eau traversent 2 régions, 2 communautés et 2 provinces de Belgique. Ce bassin fluvial se trouve pour une petite partie au nord de la province de Hainaut et pour le reste au sud de la province de Flandre orientale.
Le Zwalin reçoit de l'eau des communes de Flobecq, Bracle, Zottegem, Horebeke, Audenarde et Zwalin. La commune de Zwalin est nommée d'après la rivière.
La source du Zwalin se trouve à Flobecq ; là, il s'agit des sources du Zwalin qui ont leur propre nom. Le point culminant de cette source est de 150 m. Le Zwalin passe du statut de ruisseau à celui de rivière à Bracle où il reçoit l'apport de plusieurs ruisseaux : entre autres, le Dorenbosbeek, le Verrebeek et le Sassegembeek. On considère parfois que le Zwalin ne commence qu'à Bracle, et alors le ruisseau avant est appelé Zwalmbeek. Après Bracle, le Zwalin passe également par les communes de Zottegem et de Zwalin .
Le Zwalin est pratiquement non navigable, constitue avec la Rhosnes et la Haine le principal affluent du cours moyen de l'Escaut. La longueur totale depuis le source est 21,750  km et depuis sa transformation en rivière à Bracle, environ 14 km.
Il existe à Nederzwalm une station de mesure. Un débit moyen de 0,80 m³/s est mesuré. Cependant, le débit du Zwalin peut varier fortement et rapidement entre 0,60 m³/s et 1 m³/s.
Nederzwalm est situé au confluent du Zwalm et du Boekelbeek, l'affluent le plus important du Zwalin. Ce courant secondaire provient de Zegelsem et reçoit également de l'eau du Horebeke.
Le Zwalin se jette dans l'Escaut à la frontière entre Welden et Nederzwalm.
Ses rives dans la vallée du Zwalin et les cascades du Zwalin sont caractéristiques. La rive gauche est en légère pente tandis que la rive droite est très raide.
Depuis la réalisation d'un programme de purification de l'eau lancé en 1989, comprenant une station de purification d'eau à Bruggenhoek dans la section de Roborst, la qualité de l'eau du Zwalin s'est considérablement améliorée. Le Zwalin a une grande capacité d’auto-nettoyage.
À Nederzwalm mais aussi à Hermelgem, le Munkbosbeek se jette dans l’Escaut, en aval de l’embouchure avec le Zwalin, à hauteur du pont enjambant l’Escaut. Le Munkbosbeek possède donc son propre bassin hydrographique, séparé de celui du Zwalin.

## Pêche
L'Institut de recherche sur la nature et les forêts de la Communauté flamande a enregistré les stocks de poissons du Zwalin et de certains cours d'eau secondaires à des moments différents. Des échelles à poissons ont été construites à divers endroits (y compris au moulin du Boembeke) il n'y en a pas encore au Moulin du Zwalin (nl) (aussi appelé moulin de la Zwalm (nl)).
Le dernier enregistrement date des 18 et 19 avril 2005. Le nombre d'espèces de poissons variait entre 10 et 14. La composition varie au fil des années en fonction du lieu. Les onze espèces suivantes ont été capturées sur le Zwalin : la perche, le gardon, l'épinoche à trois épines, la carpe prussienne, la carpe, le chevesne (réintroduit en 2000), l'anguille, le rotengle, le goujon, le brochet et la tanche. La zone la plus riche en poissons, à la fois en nombre de poissons et en espèces, reste la zone en aval du moulin du Zwalin.
Une étude de l'échelle à poissons du moulin Ter Biest (nl) du 4 avril au 29 juin 2007 a révélé 22 espèces de poissons. En trois mois, plus de 1 100 poissons ont nagé dans cette échelle. Les espèces trouvées, étaient, dans l'ordre d'importance : le gardon, le goujon, l'ablette, l'anguille, l'épinoche à trois épines , la perche, la carpe prussienne, la carpe, le chevesne, le goujon asiatique, la brème, la lamproie de rivière, la bouvière, la brème bordelière, l'able de Heckel, le rotengle, la tanche, la loche, la grémille, l'ide mélanote, la vandoise (réintroduit en 2015) et la méné à grosse tête américaine. La longueur des poissons mesurés variait de 4,5 à 65 cm. En 2016, il a été décidé de réintroduire le chabot celtique,. Le chabot celtique est également présent dans les ruisseaux qui se jettent dans le Zwalin (y compris dans le Sassegembeek et le Maarkebeek).

## Moulins à eau
Le dénivelé de la vallée du Zwalin est de 1,5 m par km. La rivière a donc été utilisée pour construire des moulins à eau. Les 13 moulins à eau les plus importants sur les ruisseaux du Zwalin dont 5 sur le Zwalin lui même, sont : 
- Moulin du Slijpkot (nl) sur le Slijpkotbeek à Nederbrakel
- Driesmolen (nl) sur le Molenbeek à Velzeke
- Moulin Van den Borre (nl) sur Traveinsbeek à Strijpen
- Moulin à eau d'Elene (nl) à Elene
- Moulin du Boembeke (nl) sur le Zwalin à Michelbeke
- Moulin du Bost (nl) sur le Zwalin à Roborst
- Moulin du Pedes (nl)sur le Passemaregracht à Hundelgem
- Moulin du Zwalin (nl)sur le Zwalin à Munkzwalm
- Moulin de l'IJzerkot (nl)sur le Zwalin à Laethem-Sainte-Marie
- Moulin Perlinck (nl)sur le Peerdestok ou la Boucle (en néerlandais : Boekelbeek) à Elst
- Moulin Moldergem (nl) sur la Boucle à Boucle-Saint-Denis
- Moulin Vanderlindens (nl)sur la Boucle à Nederzwalm
- Moulin Ter Biest (nl)sur le Zwalin à Nederzwalm

## Tourisme
Dans la région du Zwalin, comme dans le reste des Ardennes flamandes, le tourisme consiste surtout en du tourisme d'un jour.
La tranquillité, le paysage agricole, les paysages naturels, les vues et les collines invitent à la marche et au cyclisme.
Le point culminant des ruisseaux du Zwalin dans le hameau de la Houppe offre une vue panoramique au sud du Pays des Collines, le voisin méridional wallon des Ardennes flamandes.
La source du Zwalin se situe près des bois d'Everbeek, de Bracle et de la Louvière. Les réserves naturelles de Kloosterbos, les forêts de Steenbergse, Burreken, Perlinkvallei, Munkbosbeekvallei, Bovenloop Zwalm et Middenloop Zwalm sont également accessibles.
Une partie du tronçon de voie ferrée reliant Zottegem à Ellezelles en passant par Flobecq a été transformé en une piste cyclable et piétonne, le Mijnwerkerspad. On peut suivre la vallée de Zwalin d’Opbrakel à Zottegem par ce chemin, libre de circulation sur toute sa longueur ou également suivre le Zwalin de la Moriaan et le sentier Jan de Lichte  à Velzeke jusqu'à l'embouchure de l'Escaut à Nederzwalm par un sentier de randonnée parsemé de courts tronçons de route. Il y a de nombreux sentiers de randonnée dans la région du Zwalin. Une partie des sentiers sont pavés.
La région du Zwalin est connue des amateurs de cyclisme, notamment pour ses collines et ses routes pavées.
- Valkenberg à Bracle
- Kasteeldreef, Elverenberg-Vossenhol et Kloosterbosstraat près de Audenhove-Sainte-Marie
- Leberg à Zegelsem
- Haaghoek entre Zegelsem et Horebeke
- Berendries à Michelbeke
- Paddestraat et Lippenhovestraat à Velzeke
- Molenberg à Boucle-Saint-Denis

Il existe un certain nombre de sentiers pédestres et cyclistes balisés («Parcours des moulins»), un réseau de pistes cyclables (celui des Ardennes flamandes) et un réseau de sentiers piétonniers «Vlaamse Ardennen - Zwalmvallei», c'est-à-dire Ardennes flamandes - vallée du Zwalin et d'un itinéraire routier balisé («Route des Ardennes flamandes »).
Il y a un certain nombre d’hébergements dans la région du Zwalin, qu’il s’agisse de bed and breakfast ou d’hôtels.
La région du Zwalin est accessible en train et en bus. Il y a des gares à Zottegem, Munkzwalm et Boucle-Saint-Denis.
Le Zwalin est navigable en aval et sur les parties canalisées avec de petits bateaux à rames ou des canoës. Dans le passé, le Zwalin était utilisé pour les loisirs. La navigation sur le Zwalin a été rare pendant un certain nombre d'années en raison de la pollution de celui-ci, mais grâce à la station d'épuration des eaux de Roborst, la navigation sur le Zwalin est redevenue attrayante.

## Étymologie
Il y a plusieurs explications au nom de Zwalm : 
- Zwaluwen en français hirondelles. Dans le dialecte de Zwalin, les hirondelles sont appelées "zwoalms".
- Ewellen, en français gonflement. Le Zwalin peut devenir soudainement très gonflé après la pluie. En raison de l’emplacement élevé de la région source du Zwalin, jusqu’à 155 m au-dessus du niveau de la mer, les précipitations peuvent y être abondantes. La rive droite raide assure également un drainage rapide.
- Walm, qui veut dire fumée, vapeur en français.

## Histoire
Lors de l'invasion romaine en 57 av. J.-C., la région autour du Zwalin était habitée par des Nerviens d'origine transrhénane. Le nom Zwalin d'origine romaine était déjà utilisé. À Velzeke, les Romains avaient un camp militaire important. La route romaine reliant Boulogne-sur-Mer à Cologne passait par Nederzwalm et Velzeke. Une autre route allait de Bavay à Velzeke. On trouve de nombreuses pièces de monnaie et de la vaisselle romaines et gallo-romaines dans de nombreux endroits de la région du Zwalin.
En 976, les moines de l'abbaye Saint-Bavon de Gand s'installèrent au Moyen Âge au Ten Berge, au nord-est de l'embouchure du ruisseau Wijlegem dans le Zwalun. D'où le nom Munkzwalm, qui en français veut dire Zwalin aux moines.
Nederzwalm était aux mains de l'abbaye d'Ename .
Le nom "Suualmam" est mentionné pour la première fois en 1003. Ce nom est devenu "Sualma" en 1108 et "Sualme" en 1214. Le nom en néerlandais Zwalm arrivera que plus tard.